# Jariban
Jariban, somalisch Jaribaan, arabisch جاريبان, ist eine Stadt in der zentralen Region Mudug Somalias. Sie ist Hauptstadt des gleichnamigen Distrikts und wird nach dem Zerfall Somalias durch Puntland verwaltet. In der Stadt selbst leben nach Angaben des Jahres 2005 6341 Menschen, im Distrikt Jariban 39.207 Menschen.
Aufgrund der unklaren Transkription kursieren zahlreiche verschiedene Schreibweisen des Namens: Jariiban, Jeriban, Geriban, Jaribaan, Jirriban oder Jirriiban. Auch der alte Namen der Stadt, El Hamurre, sowie Varianten dessen, wie Xamur oder Xamure, kursieren. Die Stadt soll um 1945 an einer nahegelegenen Wasserquelle entstanden sein.

## Bildung
Jariban verfügt über mehrere Bildungseinrichtungen. Laut Angaben des puntländischen Bildungsministeriums gibt es im Distrikt Jariban 7 Grundschulen sow eine Sekundarschule.

## Verkehr
Von Jariban aus führen Straßen nach Garowe, Galcaio, Eyl und Garacad. De facto sind die Straßen kaum oder nur mit allradbetriebenen Fahrzeugen zu befahren. 2012 kündigte die Puntland Highway Authority an, eine Bundesstraße von Jariban aus zu errichten, um diese mit anderen Städten an der Küste zu verbinden.